# Person of Interest
Person of Interest és una sèrie de televisió de ciència-ficció en drama criminal estatunidenca creada per Jonathan Nolan que va debutar el 22 de setembre de 2011, a la CBS. Fou produïda per Nolan, al costat de J.J. Abrams, Bryan Burk, i Greg Plageman. Se centra en John Reese (Jim Caviezel), un ex-agent de la CIA presumptament mort contractat per un misteriós bilionari anomenat Harold Finch (Michael Emerson), per prevenir crims violents imminents predits per la Màquina, un sistema informàtic de vigilància massiva que transmet la identitat d'una persona que preveu que sigui la víctima del delicte o el perpetrador. Els seus esforços per infiltrar secretament la vida dels seus objectius i imposar la seva marca particular de la justícia atreu l'atenció de dos funcionaris del Departament de Policia de Nova York: Jocelyn "Joss" Carter (Taraji P. Henson) i Lionel Fusco (Kevin Chapman), tots dos dels quals Reese utilitza a favor seu durant les seves investigacions. Reese i Finch compten més endavant amb l'ajuda de Samantha "Root" Groves (Amy Acker), una hacker molt intel·ligent i assassina a sou que la Màquina designa més endavant com la seva "interfície analògica" amb accés administratiu, i Sameen Shaw (Sarah Shahi), una ex-assassina de la ISA que s'ocupa dels objectius "rellevants" (relacionats amb el terrorisme) sense saber-ho, alimentada per la Màquina.
La sèrie va ser renovada per a una cinquena temporada de 13 episodis, que debutarà el 3 de maig de 2016, transmetent dos episodis a la setmana fins al seu episodi final del 21 de juny de 2016. La CBS va anunciar que aquesta serà l'última temporada.
La sèrie ha rebut la recepció generalment positiva dels crítics, incloent un augment en el reconeixement quan la sèrie va introduir històries més en sèrie i la seva exploració de la intel·ligència artificial.